# Кушнир, Семён Яковлевич
Семён Яковлевич Кушнир (28 марта 1937 года, г. Христиновка Черкасской области, УССР — 14 февраля 2013 года.) — учёный в области строительных технологий, профессор, доктор технических наук, заслуженный деятель науки и техники Российской Федерации. Член президиума национального комитета России по механике грунтов и фундаментостроению (РОМГГиФ).

## Биография
Семён Яковлевич Кушнир родился 28 марта 1937 года в г. Христиновка Черкасской области (Украина).
- 1957 г. — окончил Днепропетровский горный техникум по специальности «Подземная разработка угольных месторождений»;
  - тогда же был направлен на работу горным мастером шахты «Коксовая — 1» треста «Прокопьевскуголь» комбината «Кузбасс-уголь».
- 1966 г. — окончил Днепропетровский горный институт;
  - с этого же года работал инженером в горном институте;
  - затем — научным сотрудником там же.
- 1971 г. — защитил кандидатскую диссертацию; тема: «Исследование влияния производственных процессов и расположения забоя на напряженно-деформированное состояние грунтового массива вокруг очистной выработки»,
- С 1974 г. — работа в Тюменском инженерно-строительном институте:
  - старший преподаватель,
  - доцент,
  - профессор,
  - заведующий кафедрой,
  - проректор по учебной работе.
- 1989 — защитил докторскую диссертацию; тема: «Намывные грунты как основания зданий и сооружений»[1].
- 1997 г. — возглавлял экспертно-консультативную геотехническую комиссию при администрации Тюменской области.
- 1998 г. — профессор кафедры СиРНГО (сооружение и ремонт нефтегазовых объектов), заведующий кафедрой «Механика грунтов и оснований объектов нефтяной и газовой промышленности»;
- 2002 г. — выполнено маршрутное обследование газопровода «УКПГ Западно-Озерное месторождение — АГРС г. Анадырь» (Чукотка), на основе которого дано экспертное заключение по реализации проекта строительства газопровода.
- 2010 г. — профессор Тюменского государственного нефтегазового университета; кафедра: «Транспортные и технологические системы».

### Научная и общественная деятельность
- С. Я. Кушнир руководил подготокой 4 докторских и 15 кандидатских диссертаций.
- Он участвовал в конференциях по механике грунтов и фундаментостроению: в Таиланде, Индии, Англии, Швеции, Дании, Австралии, Японии, Голландии и др.
- С. Я. Кушнир составил более 280 экспертных заключений по вопросам устройства фундаментов в сложных грунтовых условиях севера и надежности шлейфовых газопроводов, а также по техническому состоянию и устойчивости несущих и ограждающих конструкций, оснований и фундаментов зданий и сооружений.
- Результаты выполненных при участии профессора Кушнира научных исследований позволили произвести застройку жилых микрорайонов в таких городах, как:

- Сургут,
- Нефтеюганск,
- Нижневартовск,
- Мегион,
- Тобольск,
- Тюмень.

Он принимал участие в проектировании фундаментов Тобольского нефтехимического комбината, занимался экспертизой Тобольского Кремля, Тюменского Свято-Троицкого монастыря, Областной научной библиотеки и многих других объектов промышленного, гражданского и нефтегазопромыслового строительства.

## Публикации
- В соавторстве: Инъектор для закрепления рыхлых пород грунта
- Политехническая библиотека[2]:
  - Механика мерзлых грунтов и принципы строительства нефтегазовых объектов в условиях Севера / Н. Н. Карнаухов, С. Я. Кушнир, А. С. Горелов, Г. М. Долгих; под ред. Н. Н. Карнаухова. — М. : ЦентрЛитНефтеГаз, 2008. — 430 с. : ил. ; 22 см. — (Высшее нефтегазовое образование). — Библиогр.: с. 426—430. — ISBN 978-5-902665-27-4 : 200.00 р. // Рубрики: Грунты мерзлые--Разработка // Основания и фундаменты на вечномерзлых грунтах // Трубопроводы магистральные--Прокладка и монтаж
  - Магистральные трубопроводы в районах глубокого сезонного промерзания пучинистых грунтов : монография / И. А. Иванов, С. Я. Кушнир. — СПб. : Недра, 2010. — 176 с. : ил. — Библиогр.: с. 162—174.
  - Кушнир, Семен Яковлевич. Процессы развития коррозионных трещин под напряжением магистральных газопроводов под влиянием изменения их высотного положения и катодной защиты : монография / С. Я. Кушнир, М. Н. Мосягин, А. С. Песин. — СПб. : Недра, 2010. — 168 с. : ил. ; 22 см. — Библиогр.: с. 155—166. — ISBN 978-5-94089-140-6 : 300.00 р. // ББК О76-082.04 // Рубрики: Газопроводы--Коррозия и борьба с ней
  - Развитие арочных выбросов подземных магистральных газопроводов при переменной обводненности грунтов : монография / В. В. Вагнер, С. Я. Кушнир, С. А. Пульников. — М. : Недра, 2010. — 225 с. : ил. ; 22 см. — Библиогр.: с. 217—224. — ISBN 978-5-94089-143-7 : 140.00 р. // ББК О76-082.03 // Рубрики: Газопроводы магистральные--Эксплуатация
  - Геотехнические проблемы трубопроводного транспорта : [учеб. пособие для вузов по направлению подгот. бакалавров 131000 «Нефтегазовое дело»] / И. А. Иванов, С. Я. Кушнир, С. А. Пульников ; М-во образования и науки Рос. Федерации, Тюмен. гос. нефтегазовый ун-т. — Тюмень : ТюмГНГУ, 2011. — 207 с. : ил. ; 21 см. — Библиогр.: с. 199—205. — ISBN 978-5-9961-0385-0 : 140.00 р. // ББК О76-022я73 + О76-082я73-1 // Рубрики: Газопроводы магистральные

## Награды
- Заслуженный деятель науки и техники Российской Федерации
- Почётный работник нефтегазстроя Российской Федерации,
- Почётный работник газовой промышленности Российской Федерации,
- диплом и почётный знак профессора Ухова С. Б.[3] (за усиление фундаментов здания академического театра оперы и балета в г. Одессе).